# Хасан Тауфик
Хасан Тауфик (араб. حسن توفيق‎; 31 августа 1943, Каир, Британский протекторат Египет — 30 июня 2014) — египетский писатель, поэт и литературный критик, автор ряда литературоведческих трудов и публикаций по филологии, лауреат нескольких государственных премий, член союза писателей Египта. Относится к так называемому «третьему поколению египетских поэтов», наряду с Ахмадом Мустафой, Нисаром Абдаллой, Хасаном ан-Наггаром, Мухаммадом Фахми Санадом и другими
Поэтический псевдоним — «Маджнун аль-Араб» — отсылка к известному на Ближнем Востоке сюжету, истории несчастной любви Маджнуна (узритского поэта Кайса ибн аль-Мулявваха) к своей двоюродной сестре Лейле.

## Биография
В 1965 году окончил филологический факультет Каирского университета, получив степень бакалавра, а через некоторое время, в 1978 году получил степень магистра по арабской литературе (Кафедра арабского языка, Факультет литературы).
Первый сборник стихов Хасана Тауфика, «Кровь в садах» (الدم في الحدائق), вышел через несколько лет после окончания университета — в 1969 году, а вскоре, в 1970 году, была написана первая литературно-критическая статья, называвшаяся «Основные тенденции в свободном стихе» (اتجاهات الشعر الحر).
Молодой поэт быстро интегрировался в литературные круги страны, одновременно дав знать о себе и за рубежом. В 1966 году Хасан Тауфик стал членом Союза писателей Египта, в 1967 году вступил в ряды каирского писательского кружка, а с 1971 года начал свою деятельность в Союзе новой литературы Каира. Параллельно Х. Тауфик участвовал в ряде профильных конференций, литературных форумов, интересовался журналистикой, в 1979 году работал редактором культурной секции в катарском журнале «Ар-Рай». Впечатления Хасана Тауфика от деятельности Союза писателей Египта нашли отражение в следующей цитате:

Я никогда не забуду, что благодаря Союзу писателей Египта представителям моего поколения удалось познакомиться с такими выдающимися фигурами в культурном и литературном процессе, как Салах Абд ас-Сабур, Фарук Хоршид, Абдельгуфар Макяуи, Иззуддин Исмаил, Хусейн Нисар, Абделькадер аль-Кит, Абдаррахман Аш-Шаркауи, Ахмад Кемаль Заки Ахмад Хусейн ас-Сауи, Мухаммад Абдель Вахид, Малек Абдельазиз …

Плодотворная работа в области культуры не смогла не принести своих плодов — в 1990 и 1991 годах он стал лауреатом двух почетных премий — Государственной премией Египта за лучший поэтический диван и Международной премией имени Абдельазиза Сауда за лучшую касыду соответственно.
Работы писателя на сегодня признаны не только на его родине, но и в других странах региона и всего мира. В частности, ряд литературоведческих трудов Хасана Тауфика переведен на европейские языки — французский, английский и испанский. К сожалению, переводов поэзии на сегодня не существует.
В предисловии к своему поэтическому сборнику «Розовый блеск», Х. Тауфик в контексте литературно-эстетических взглядов назвал своим «духовным отцом» известного египетского поэта Салаха Абд ас-Сабура .

## Характеристика творчества
На литературный стиль Хасана Тауфика весомое влияние оказали несколько факторов.
В первую очередь, это филологическое образование. Автор прекрасно владеет литературным арабским языком, но местами сознательно вставляет пассажи на египетском диалекте. Тематика произведений часто отсылает читателя к арабской классике — творчество поэта наполнено аллюзиями на стихи Абу Теййиба аль-Мутанабби, Имру ль-Кайса, Абу ль-Аля аль-Маари и других.
Второй фактор — частые поездки Хасана Тауфика заграницу, как в Европу (Испания), Азию (Япония), так и в другие арабские страны (Ливан, Катар, Ирак). Творчество египетского поэта преисполнено любовью к своей родине — арабскому миру. Арабский мир для Хасана Тауфика не ограничивается его родным Египтом (поэма «Ночь в Александрии»), автор с любовью и болью отзывается также об Ираке (поэмы «Признание в любви Басре» и "Признание в любви Багдаду). Также Х. Т. избегает популярного противопоставления Востока Западу, подчеркивая, что между этими двумя мирами больше общего, чем это кажется на первый взгляд.
Подобный конформизм свойственен и самим поэзиям Хасана Тауфика. В своем наследии автор пытается объединить традиции арабской касыды с разнообразием форм европейского стиха.
Тематика стихов у Хасана Тауфика разнообразна. Это и патриотические поэмы, и любовные стихи, и рифмованные пассажи на злобу дня. Однако наиболее интересными для эрудированного читателя, владеющего арабским языком, может оказаться цикл произведений-аллюзий на арабскую классику, о чем уже упоминалось выше, а также отсылки на известных исторических личностей. Стихи этого направления автор не объединяет в отдельный тематический сборник, однако их стилистика прослеживается довольно четко, иногда она заметна даже в названии произведения: «Монолог Гитлера» (هتلر يتكلم), «Монолог Имру ль-Кайса» (أمرؤ القيس يتكلم), «Антара бну Шаддад спрашивает: что может быть удивительнее, чем телевизор?» (عنترة بن شداد يتكلم ما أعجب التلفاز من متكلم).
Построение стихов этого цикла, как правило, похожее. Хасан Тауфик вводит в поэму известную историческую личность прошлого, которая, руководствуясь установками и стереотипами своей эпохи, рассуждает о дне сегодняшнем. Как правило, эти рассуждения пессимистичны: в уста лирического героя Хасан Тауфик вкладывает критику пороков современного общества.

## Публикации, посвященные автору, переводы работ на другие языки
Несмотря на то, что творчество Хасана Тауфика пользуется популярностью в арабском мире, русскоязычной аудитории его творчество недоступно, в виду отсутствия перевода стихов на русский язык.
Литературные исследования, посвященные творчеству Хасана Тауфика, также немногочисленны. Помимо Кирпиченко, в России творчество этого автора практически не исследовалось. На Украине наследие Хасана Тауфика рассматривали Сломчинская А. О. и Рыбалкин С. В.

## Работы
Творческое наследие Хасана Тауфика можно разделить на несколько категорий:

### Поэзия
- «Кровь в садах», 1969 (الدم في الحدائق).
- «Я люблю говорить „Нет“», 1971 (أحب أن أقول لا).
- «Любовные касыды», 1974 (قصائد عاشقة).
- «Когда мечта становится мечом», 1978 (حينما يصبح الحلم سيفاً).
- «В ожидании грядущего», 1989 (انتظار الآتي).
- «История потопа: от Ноя до пиратов», 1989 (قصة الطوفان من نوح إلى القرصان).
- «Её лицо — поэма, которая не заканчивается», 1989 (وجهها قصيدة لا تنتهي).
- «Поэтические работы», 1998 (الأعمال الشعري).
- «Я любил двоих», 1999 (عشقت اثنتين).
- «Роза восхода», 2005 (وردة الإشراق).
- «Я люблю тебя, человек», 2008 (أحبك أيها الإنسان).

### Статьи по литературоведению
- «Тенденции свободной поэзии», 1970 (اتجاهات الشعر الحر).
- «Ибрагим Наджи — неизвестные касыды», 1978 (إبراهيم ناجي — قصائد مجهولة).
- «Поэзия Бадра Шакира ас-Саййаба: литературный анализ», 1979 (شعر بدر شاكر السياب — دراسة فنية وفكرية).
- «Гамаль Абдель Насер: лидер в сердцах поэтов», 1996 (جمال عبد الناصر — الزعيم في قلوب الشعراء).
- «Путешествия влюбленного поэта», 2001 (رحلات شاعر عاشق).
- «Избранные работы доктора Ибрагима Наджи», 2003 (الأعمال الشعرية المختارة للدكتور إبراهيم ناجي).

Кроме того, Хасан Тауфик — автор нескольких макам.